# شاتل خیابان ۴۲ام
شاتل خیابان ۴۲ام (انگلیسی: 42nd Street Shuttle) یکی از خط‌های متروی نیویورک سیتی در بخش منهتن است.
این خط که در سال ۱۹۰۴ تأسیس شده دارای ۲ ایستگاه و ۰٫۷۱ کیلومتر طول است.

نقشه خط

## نگارخانه

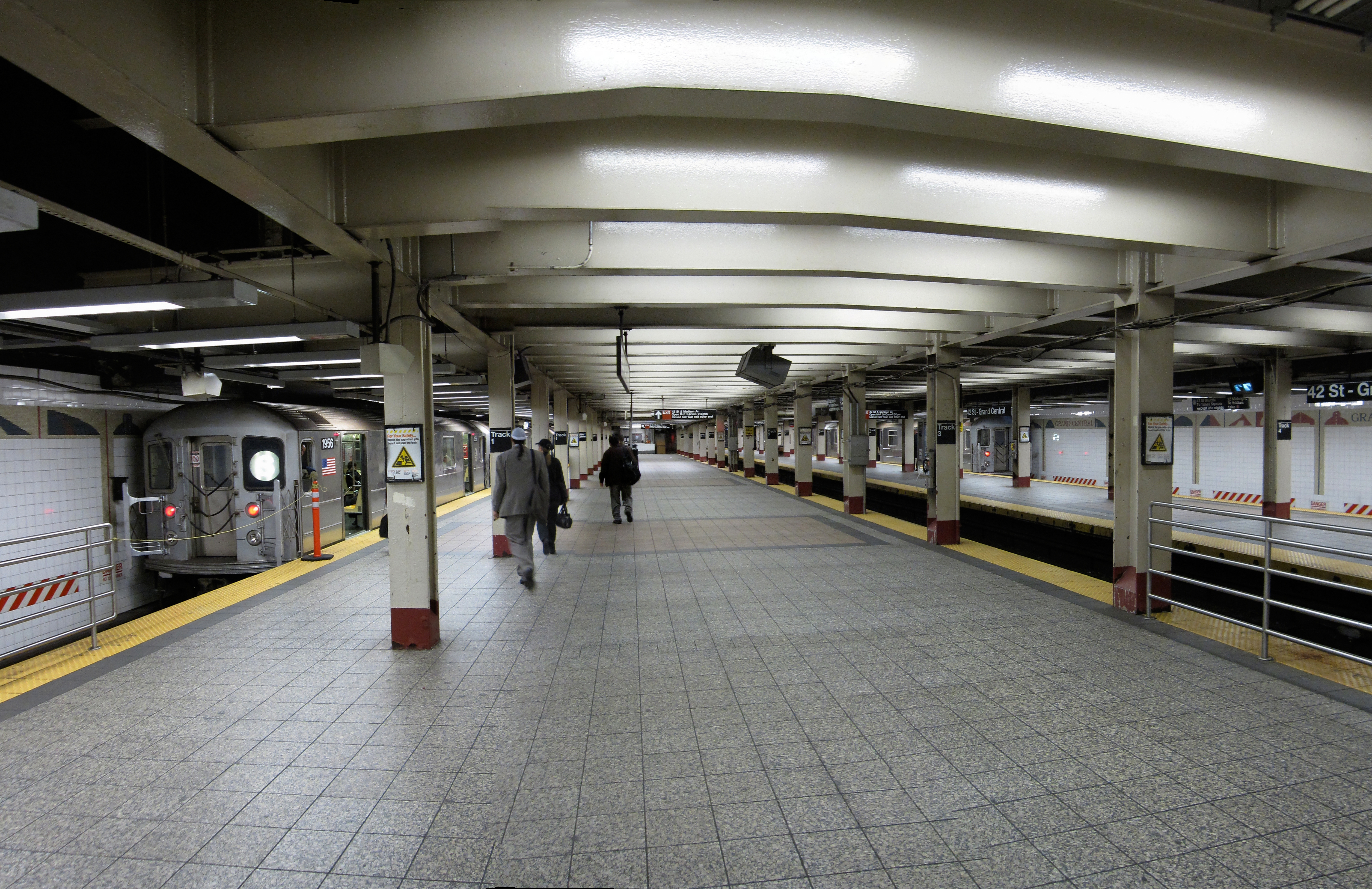
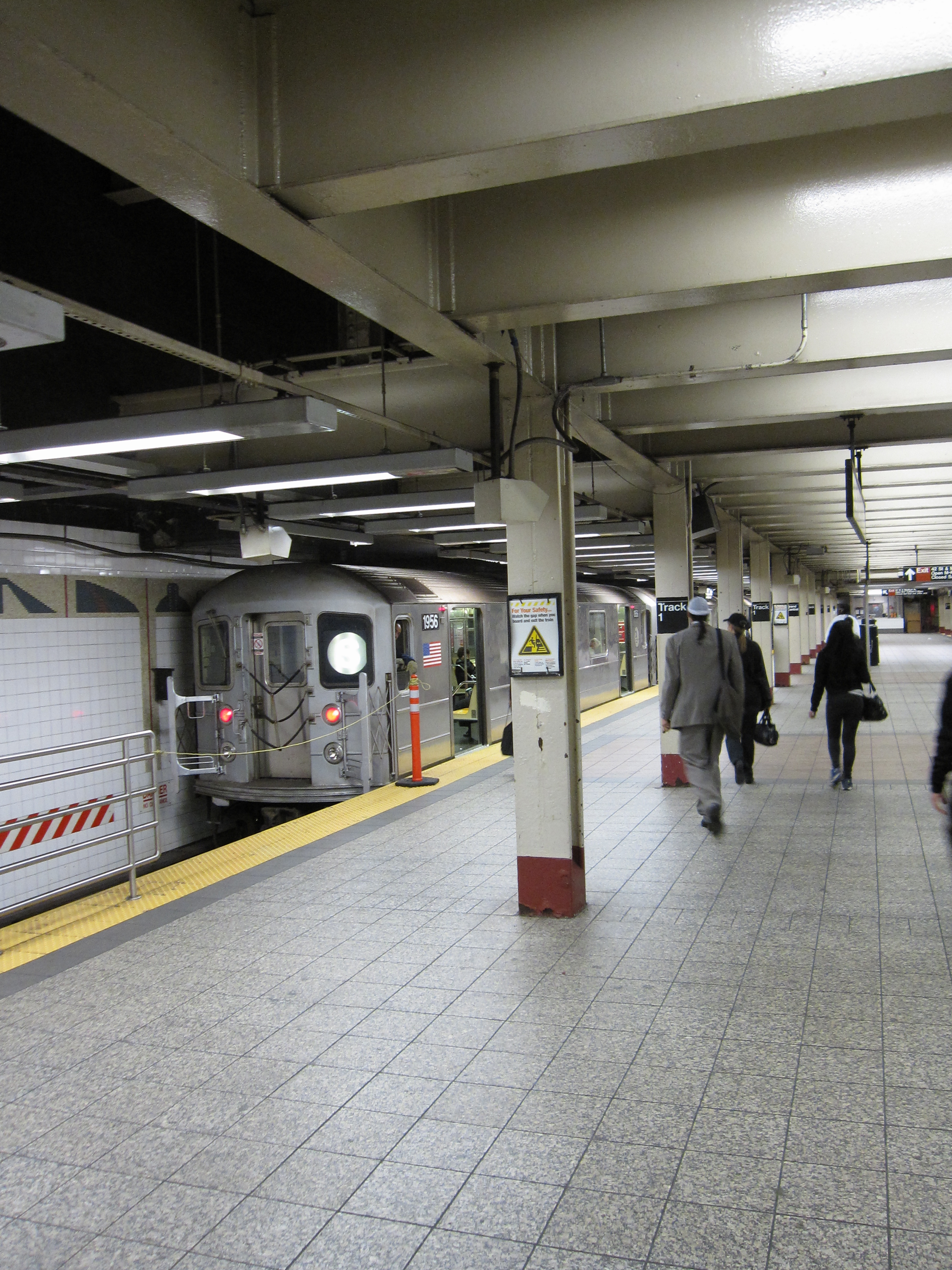
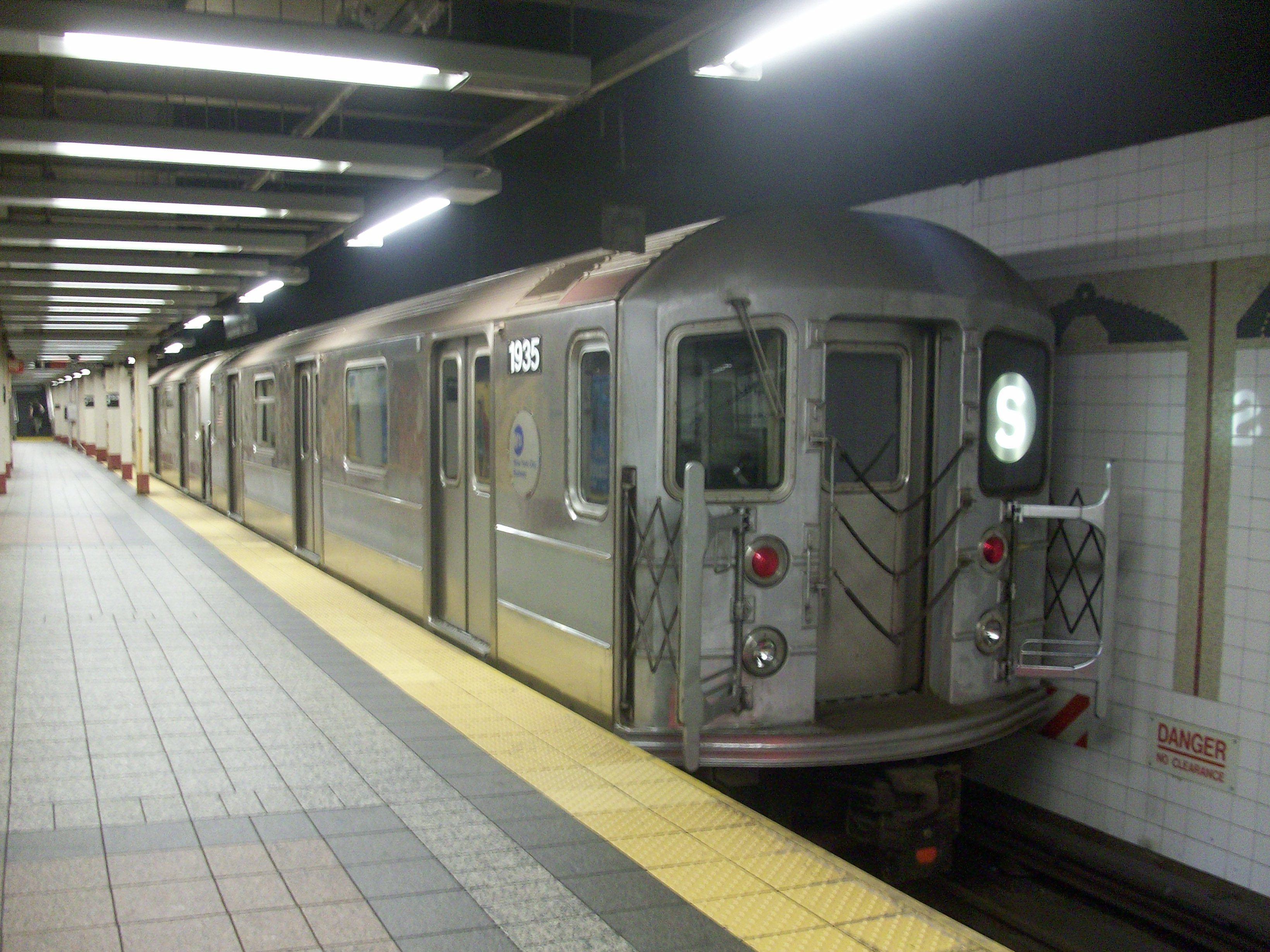
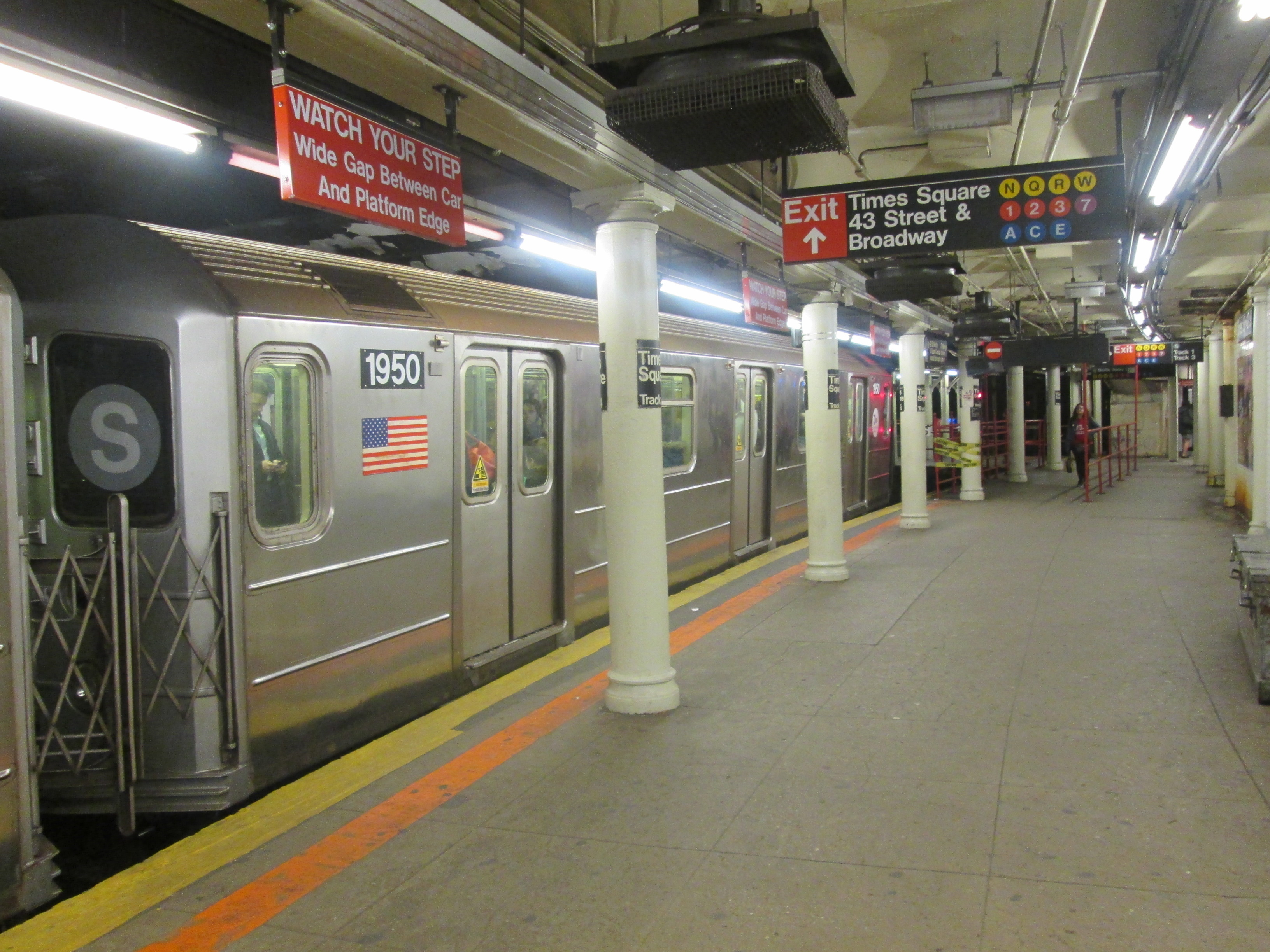